# مقبرة سفن

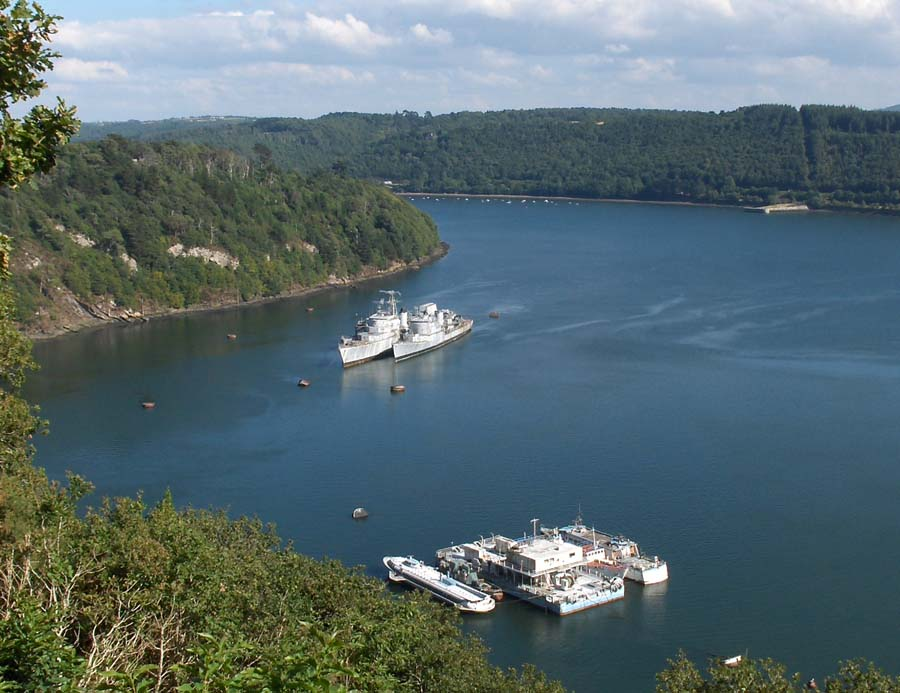

مقبرة سفينة أو مدفن سفينة هي المكان الذي يترك فيه بدن السفينة المفككة للتفكك والاضمحلال، أو تركه في للاحتياط. مثل هذه الممارسة أصبحت الآن أقل شيوعًا بسبب أنظمة النفايات، ومن المعروف أيضًا باسم بعض مقابر السفن التي تُكسر فيها السفن (لإعادة تدوير معادنها وإزالة المواد الخطرة مثل الأسبست ).
وقياسًا على ذلك، يمكن أن تشير العبارة أيضًا إلى منطقة بها العديد من حطام السفن التي لم تتم إزالتها من قِبل البشر، وبدلاً من ذلك تُترك للتفكك بشكل طبيعي. يمكن أن تتشكل هذه في الأماكن التي يكون فيها التنقل صعبًا أو خطيرًا ؛ أو السفن التي الغت معا ( كما هو الحال مع أسطول أعالي البحار الألماني في سكوبا فلو).